# キスよりもせつなく
『キスよりもせつなく』は、唯川恵の恋愛小説。1991年11月に集英社から単行本が刊行された。同年にテレビドラマ化、2008年にミュージカル化された。

## あらすじ
葉山知可子は3か月前に安原慎二に振られてから、彼を忘れきれないでいた。自宅近くで同僚の川上有季と会い、彼女の恋人となった安原を紹介される。知可子は、とっさにビデオ店で会ったばかりの芦田徹を恋人として紹介して、見栄を張ってしまう。
長瀬モーターズは、女性向けの輸入車「フリッカー」の売り出しプロジェクトを進めていた。中心となったのは企画部ではなく宣伝部の藤木和恵。知可子も藤木のアシスタントとしてプロジェクトにかかわり、宣伝資料の撮影で芦田と再会する。フリッカーの発表パーティーには、さらにコンパニオンとして本間彩子も現れる。
不器用だが徐々に距離を縮めていく知可子と芦田、婚約も決まり順調そうな有季と安原。そして美貌と教養を武器にエグゼクティブな男たちを利用してきた彩子にも、平凡なサラリーマンの恋人ができ幸福そうであった。しかし、長瀬モーターズのクリスマスパーティの日、衝撃的な事実が発覚するのだった……

## 登場人物
葉山知可子（はやま ちかこ）
長瀬モーターズ宣伝部のOL。秋田県出身で、代沢のアパートに一人暮らし。別れた恋人の安原慎二を忘れられないでいる。
芦田徹（あしだ とおる）
知可子にとっさに恋人に仕立て上げられた青年。大学を4留して中退し、カメラマンの見習いをしている。
本間彩子（ほんま さいこ）
知可子の大学時代からの親友で、パーティコンパニオン。パトロンとなった男たちに、様々なものを貢がせている。
安原慎二（やすはら しんじ）
長瀬モーターズの営業マン。知可子の元恋人で、今は有季の恋人。
川上有季（かわかみ ゆき）
長瀬モーターズのOLで、知可子の同期。東京出身で実家暮らし。実家は資産家でおっとりと品が良く、無邪気な性格。
藤木和恵（ふじき かずえ）
知可子の上司で、独身の35歳。英語が堪能。
近石令子（ちかいし れいこ）
知可子の後輩で、新人社員。社内のうわさ話に精通している。

## テレビドラマ
『イブは初恋のように』（イブははつこいのように）のタイトルでテレビドラマ化され、1991年12月16日にTBS系「月曜ドラマスペシャル」枠で放送された。

### キャスト（テレビドラマ）
- 富田靖子
- 東幹久
- 萩原聖人
- 戸田菜穂
- 常盤貴子
- 定岡正二
- 青山知可子
- 阪田マサノブ
- 日高哲也
- 葛山信吾
- でんでん、

## ミュージカル
『竹内まりやソングミュージカル 本気でオンリーユー』（たけうちまりやソングミュージカル ほんきでオンリーユー）のタイトルでミュージカル化され、2008年9月12日 - 10月5日までPARCO劇場で上演された。竹内まりやのヒット曲をつなぎ合わせた、いわゆるジュークボックス・ミュージカルである。

### キャスト（ミュージカル）
- 葉山知可子 - 松浦亜弥[1]
- 本間彩子 - ANZA
- 川上有季 - 映美くらら
- 近石玲子 - 尾藤桃子
- 安原慎二 - 林剛史[2]
- 芦原徹 - 岡田浩暉
- 藤木和恵 - マルシア

### スタッフ（ミュージカル）
- 音楽 - 竹内まりや
- 演出 - 大根仁
- 脚本 - 高須晶子